# Olaf Scholz
Olaf Scholz (Osnabrück, 14 de junho de 1958) é um advogado e político alemão que serviu como como Chanceler da Alemanha de 8 de dezembro de 2021 até 6 de maio de 2025. Anteriormente, ele tinha exercido o cargo de Ministro das Finanças, prefeito de Hamburgo, de 2011 a 2018, e foi vice-líder do seu partido, de 2009 a 2019.
Scholz é formado em direito, se tornando advogado em 1985, especializou-se em direito do trabalho e do emprego. Tornou-se membro do SPD, na década de 1970, e foi membro da Bundestag, de 1998 a 2011. Serviu no governo de Hamburgo, sob o prefeito Ortwin Runde, em 2001, antes de sua eleição como Secretário-geral do SPD, em 2002, servindo junto com o líder e Chanceler Gerhard Schröder. Após renunciar a posição de Secretário-geral, em 2004, continou a servir em posições de chefia no Bundestag. Posteriormente, entrou no Primeiro gabinete de Angela Merkel, em 2007, como Ministro do Trabalho e Assuntos Sociais. Quando o SPD deixou a coalizão governista, após as eleições de 2009, Scholz tornou-se o líder do seu partido em Hamburgo e foi apontado como vice-líder do SPD nacional. Em 2011, ele foi eleito Prefeito de Hamburgo, cargo que serviu até 2018.
Quando o SPD entrou novamente na coalizão com o governo, no Quarto Gabinete de Merkel, em 2018, Scholz foi apontado para servir como Ministro das Finanças e Vice-chanceler Federal. Em 2019, Scholz concorreu com uma chapa única com a ex-representante de Brandemburgo Klara Geywitz para a liderança dupla recém-introduzida do SPD. Apesar de ter conquistado a maioria dos votos, no primeiro turno, a dupla perdeu com 45% dos votos, no segundo turno, para os vencedores, Norbert Walter-Borjans e Saskia Esken. Posteriormente, ele deixou sua posição como vice-líder. Em 10 de agosto de 2020, a liderança do SPD concordou em nomear Scholz para ser o candidato do partido para o cargo de Chanceler da Alemanha na eleição federal de 2021.
Como chanceler, Scholz liderou a resposta da Alemanha à invasão russa da Ucrânia em 2022. Apesar de dar uma resposta mais contida e cautelosa do que muitos outros líderes ocidentais, Scholz supervisionou um aumento significativo no orçamento de defesa da Alemanha, o envio de armas para a Ucrânia e a suspensão do gasoduto Nord Stream 2. Três dias após a invasão, o chanceler estabeleceu os princípios de uma nova política de defesa alemã em seu discurso que foi chamado de Zeitenwende ("Ponto de virada"). Em setembro de 2022, três dos quatro gasodutos Nord Stream foram destruídos. Durante a guerra Israel-Hamas, ele autorizou ajuda militar e médica substancial da Alemanha a Israel e denunciou as ações do Hamas e de outros grupos militantes palestinos. Em novembro de 2023, o Tribunal Constitucional Federal exigiu cortes no orçamento totalizando € 60 bilhões para garantir que o governo não ultrapassasse os limites de dívida estabelecidos na constituição; isso representou um desafio significativo para o gabinete de Scholz e contribuiu para os protestos de 2023–2024. Em 6 de novembro de 2024, a maioria governamental de Scholz entrou em colapso quando ele demitiu Christian Lindner do cargo de Ministro Federal das Finanças e dissolveu o acordo de coalizão, forçando a antecipação da eleição federal. Ele foi sucedido como chanceler pelo conservador Friedrich Merz.

## Infância e educação
Olaf Scholz nasceu em 14 de junho de 1958, em Osnabrück, Baixa Saxônia, mas cresceu no distrito de Rahlstedt de Hamburgo. Ele tem dois irmãos mais novos, Jens Scholz, um anestesiologista e CEO do University Medical Center Schleswig Holstein; e Ingo Scholz, um empresário de tecnologia. Olaf Scholz frequentou a escola primária Bekassinenau, em Oldenfelde, mas depois mudou para a escola primária Großlohering, em Großlohe.
Formou-se no ensino médio, em 1977, e começou a estudar direito na Universidade de Hamburgo, em 1978, como parte de um curso de treinamento jurídico de um estágio. Mais tarde, ele encontrou um emprego como advogado, especializado em direito do trabalho e do emprego. Scholz ingressou no Partido Social Democrata aos 17 anos.
A família de Scholz é tradicionalmente luterana e ele foi batizado na Igreja Evangélica na Alemanha; ele tem opiniões amplamente seculares e deixou a Igreja na idade adulta, mas pediu que valorizasse a herança e a cultura cristã do país.

## Carreira política

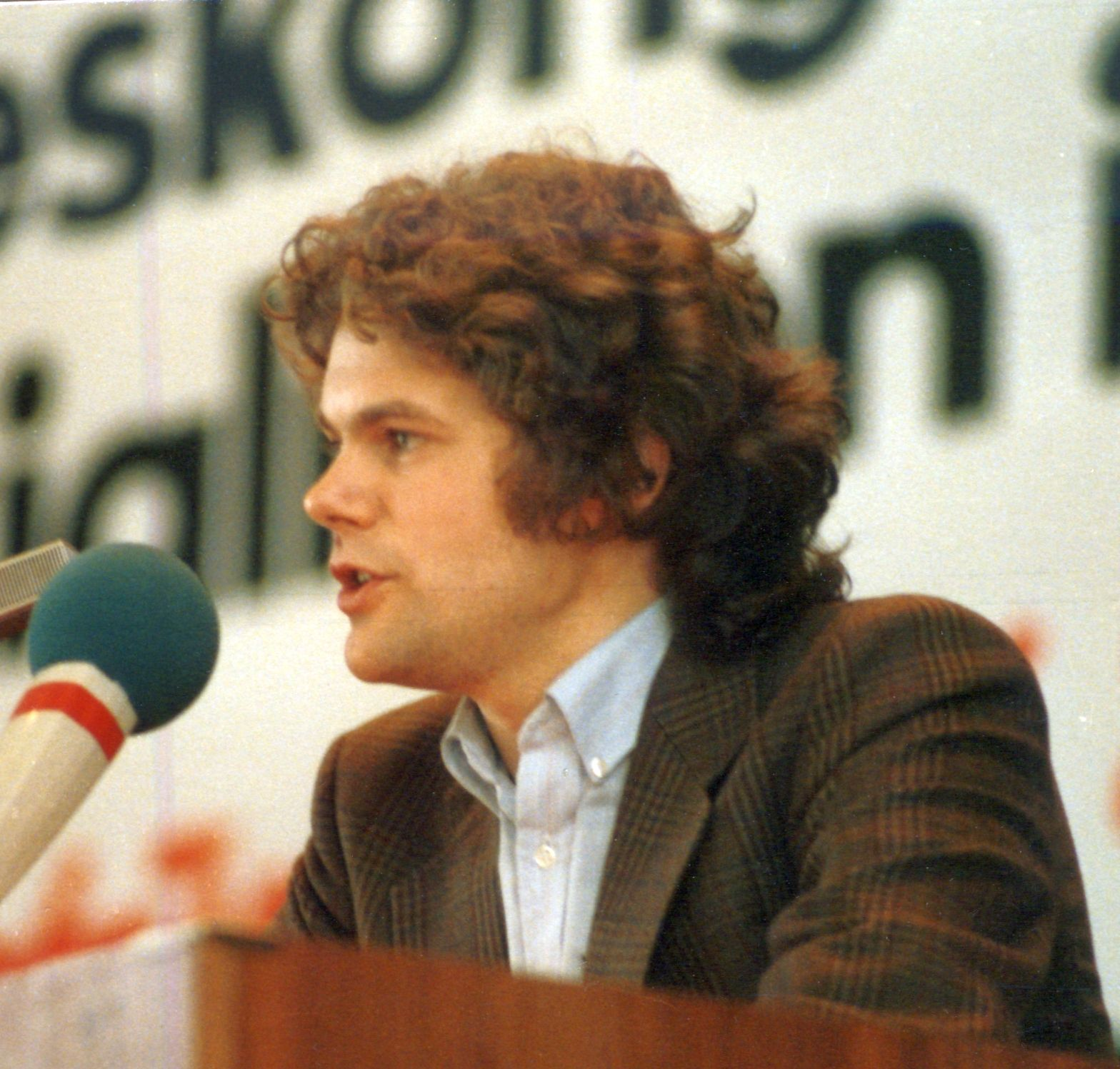
Scholz no Congresso Alemão de Jovens Socialistas em 1984

Ex-vice-presidente da União Internacional da Juventude Socialista, Scholz foi eleito pela primeira vez para representar Hamburgo Altona, no Bundestag, em 1998, aos 40 anos, ocupando o cargo até sua renúncia, em junho de 2001, para assumir o cargo de senador pelo Interior de Hamburgo, sob o primeiro prefeito Ortwin Runde. Durante seu breve período como senador, ele aprovou de forma polêmica o uso forçado de laxantes para reunir evidências de supostos traficantes de drogas. A Câmara Médica de Hamburgo expressou desaprovação desta prática devido aos riscos potenciais para a saúde. Ele deixou o cargo em outubro de 2001, após a derrota de seu partido nas eleições estaduais de Hamburgo. Um ano depois, ele foi novamente eleito para o Bundestag.
De 2002 a 2004, Scholz atuou como Secretário Geral do SPD; ele renunciou ao cargo quando o líder do partido e chanceler Gerhard Schröder, enfrentando insatisfação dentro de seu próprio partido e prejudicado por índices de aprovação pública persistentemente baixos, anunciou que deixaria o cargo de líder do Partido Social-Democrata.
Scholz fez parte de uma série de políticos que iniciaram o debate sobre a norma jornalística alemã de permitir que os entrevistados "autorizassem" e alterassem citações antes da publicação, depois que sua equipe de imprensa insistiu em reescrever pesadamente uma entrevista com Die Tageszeitung, em 2003. O editor Bascha Mika condenou o comportamento como uma "traição à reivindicação de liberdade de imprensa" e o jornal acabou publicando a entrevista com as respostas de Scholz apagadas.
Scholz serviu como porta-voz do SPD no comitê de inquérito que investigava o caso do visto alemão em 2005. Após as eleições federais no final daquele ano, ele atuou como primeiro secretário parlamentar do Grupo Bundestag do SPD, tornando-se chefe do Partido Social-Democrata. Nessa posição, ele trabalhou em estreita colaboração com o chefe da CDU, Whip Norbert Röttgen, para gerenciar e defender a grande coalizão liderada pela chanceler Angela Merkel no Bundestag. Ele também atuou como membro do Painel de Supervisão Parlamentar, que fornece supervisão parlamentar dos serviços de inteligência alemães; o BND, MAD e BfV. Além disso, foi membro do órgão parlamentar responsável pela nomeação de juízes para os Tribunais Superiores de Justiça, nomeadamente o Tribunal de Justiça Federal (BGH), o Tribunal Administrativo Federal (BVerwG), o Tribunal Federal das Finanças (BFH), o Tribunal Federal do Trabalho (BAG) e Tribunal Social Federal (BSG).
Em 2007, Scholz ingressou no governo de Merkel, sucedendo Franz Müntefering, como Ministro do Trabalho e Assuntos Sociais.
Após as eleições federais de 2009, quando o SPD deixou o governo, Scholz foi eleito vice-líder do SPD, substituindo Frank-Walter Steinmeier. Entre 2009 e 2011, ele também foi membro da Força-Tarefa Afeganistão/Paquistão do grupo SPD. Em 2010, ele participou do Encontro Bilderberg anual em Sitges, Espanha.

### Primeiro prefeito de Hamburgo

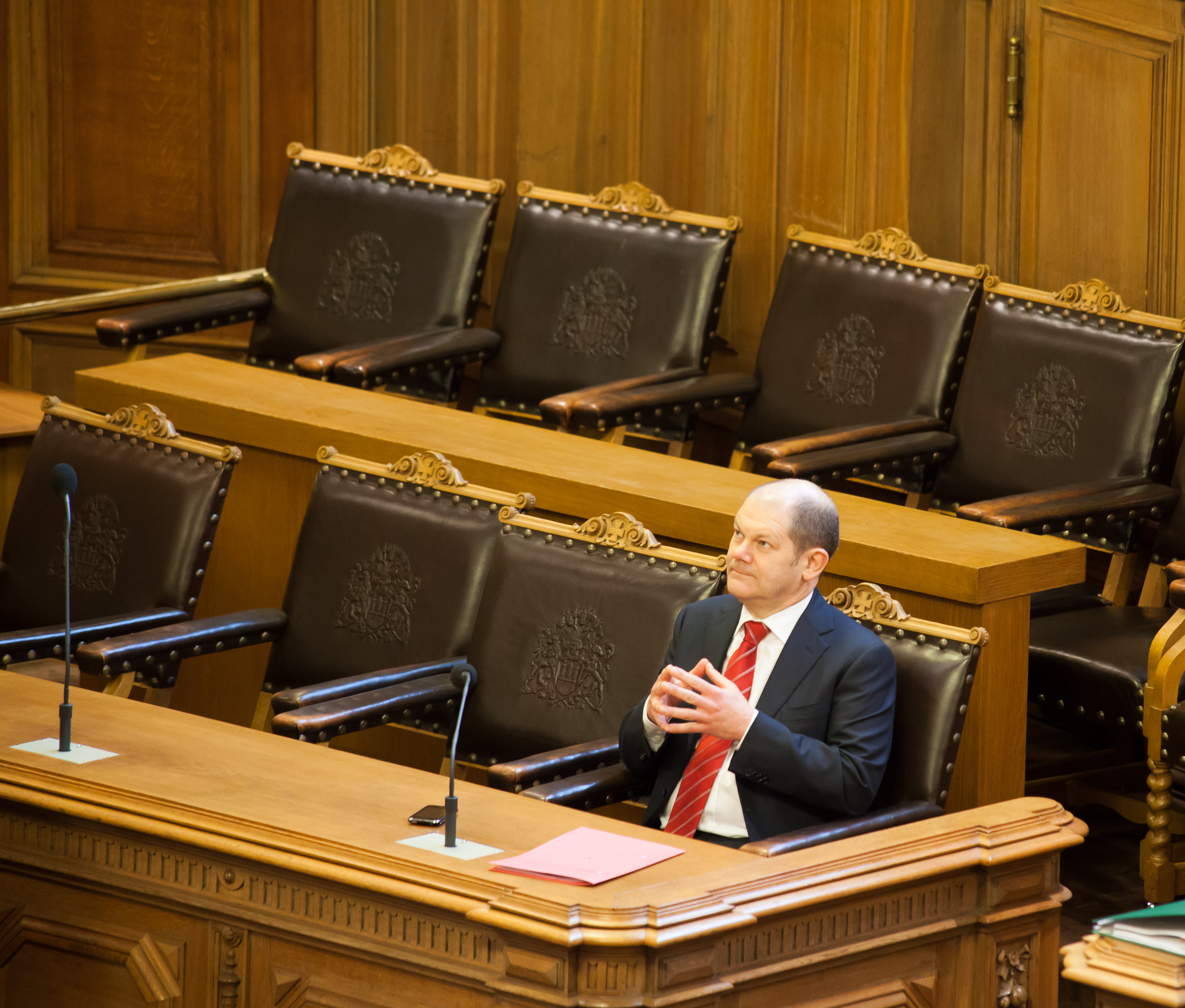
Scholz em março de 2011

Em 2011, Scholz foi o principal candidato do SPD nas eleições estaduais de Hamburgo, que o SPD venceu com 48,3% dos votos, obtendo 62 dos 121 assentos no Parlamento de Hamburgo. Scholz renunciou ao cargo de membro do Bundestag em 11 de março de 2011, dias após sua eleição formal como primeiro prefeito de Hamburgo; Dorothee Stapelfeldt, também social-democrata, foi nomeada sua vice-primeira prefeita.
Na qualidade de primeiro prefeito, Scholz representou Hamburgo e a Alemanha internacionalmente. Em 7 de junho de 2011, Scholz compareceu ao jantar oficial oferecido pelo presidente Barack Obama em homenagem à chanceler Angela Merkel na Casa Branca. Como anfitrião do banquete anual do Dia de São Matias de Hamburgo para os líderes cívicos e empresariais da cidade, ele convidou vários convidados de honra de alto escalão para a cidade, incluindo o primeiro-ministro Jean-Marc Ayrault da França (2013), o primeiro Ministro David Cameron do Reino Unido (2016), e Primeiro Ministro Justin Trudeau do Canadá (2017). De 2015 a 2018, ele também atuou como Comissário da República Federal da Alemanha para Assuntos Culturais, nos termos do Tratado de Cooperação Franco-Alemã.
Em 2013, Scholz se opôs a uma iniciativa pública visando a recompra completa das redes de energia que a cidade de Hamburgo havia vendido para as concessionárias Vattenfall Europe AG e E.ON décadas antes; ele argumentou que isso sobrecarregaria a cidade, cuja dívida era de mais de 20 bilhões de euros na época.
Scholz foi convidado a participar de negociações exploratórias entre os partidos CDU, CSU e SPD para formar um governo de coalizão após as eleições federais de 2013. Nas negociações subsequentes, ele liderou a delegação do SPD no grupo de trabalho de política financeira; seu co-presidente da CDU / CSU foi o ministro das Finanças, Wolfgang Schäuble. Ao lado de seus companheiros sociais-democratas Jörg Asmussen e Thomas Oppermann, Scholz foi relatado na mídia como um possível sucessor de Schäuble no cargo de Ministro das Finanças na época; enquanto Schäuble permaneceu no cargo, as negociações para formar uma coalizão foram finalmente bem-sucedidas.
Em um artigo compilado no final de 2014, Scholz e Schäuble propuseram redirecionar as receitas da chamada sobretaxa de solidariedade sobre o imposto de renda e as sociedades (Solidaritätszuschlag) para subsidiar os pagamentos de juros dos estados federais.

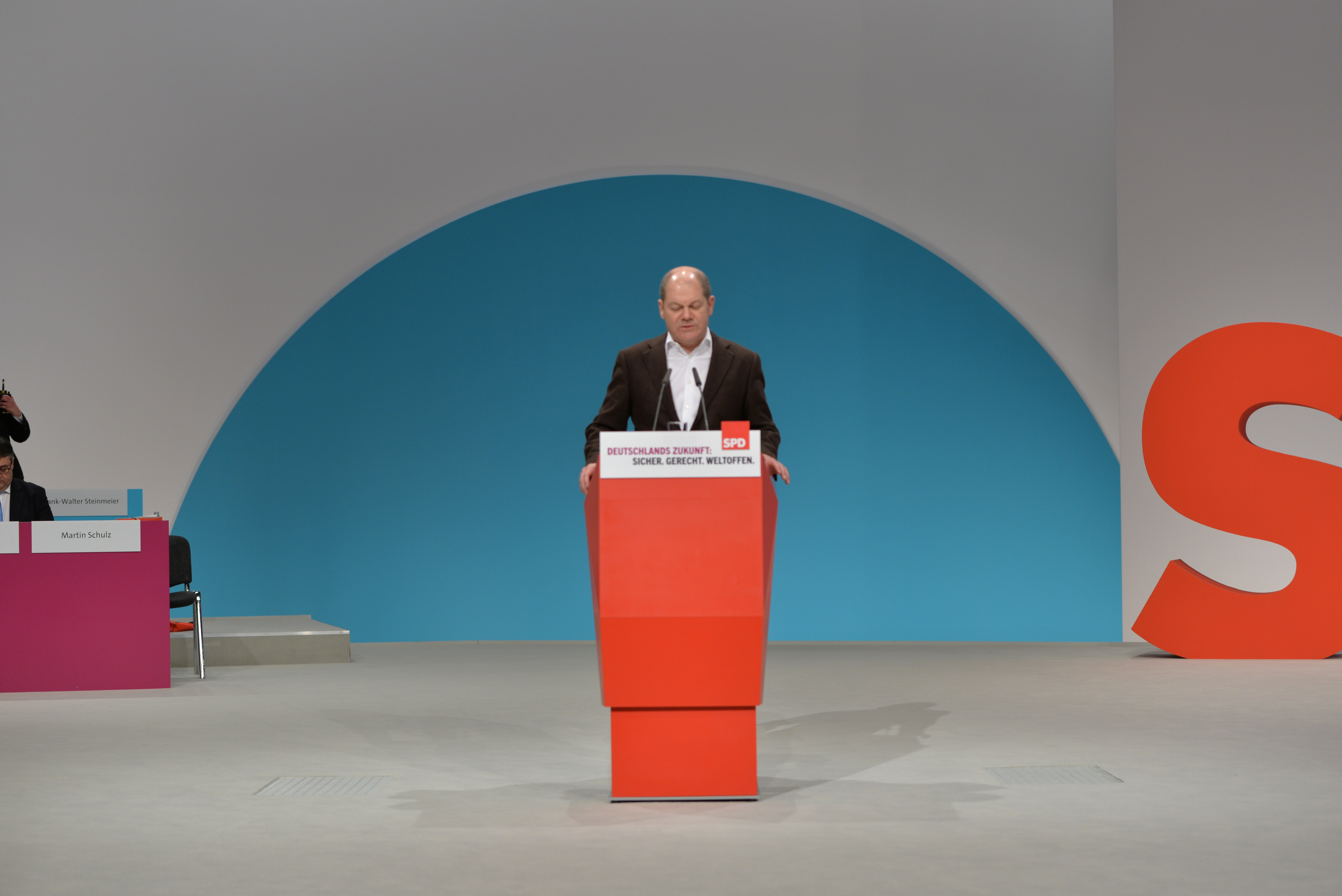
Scholz no Congresso SPD 2015

Sob a liderança de Scholz, os social-democratas venceram as eleições estaduais de 2015 em Hamburgo, recebendo cerca de 47% dos votos. Seu governo de coalizão com o Partido Verde - com a líder verde Katharina Fegebank servindo como Vice-Primeira Prefeita - foi empossado em 15 de abril de 2015.
Em 2015, Scholz liderou a candidatura de Hamburgo para sediar os Jogos Olímpicos de Verão de 2024 com um orçamento estimado de 11,2 bilhões de euros (US $ 12,6 bilhões), competindo contra Los Angeles, Paris, Roma e Budapeste; os cidadãos de Hamburgo, no entanto, posteriormente rejeitaram a candidatura da cidade em um referendo, com mais da metade votando contra o projeto. Mais tarde naquele ano, Scholz - ao lado do ministro-presidente Torsten Albig de Schleswig-Holstein - negociou um acordo de reestruturação da dívida com a Comissão Europeia que permitiu ao banco alemão HSH Nordbankpara descarregar 6,2 bilhões de euros em ativos problemáticos - principalmente empréstimos inadimplentes de navios - para os proprietários majoritários do governo e evitar o fechamento, economizando cerca de 2.500 empregos.
Em 2017, Scholz recebeu críticas sobre como lidou com os distúrbios que ocorreram durante a cúpula do G20 em Hamburgo.

### Vice-Chanceler e Ministro das Finanças

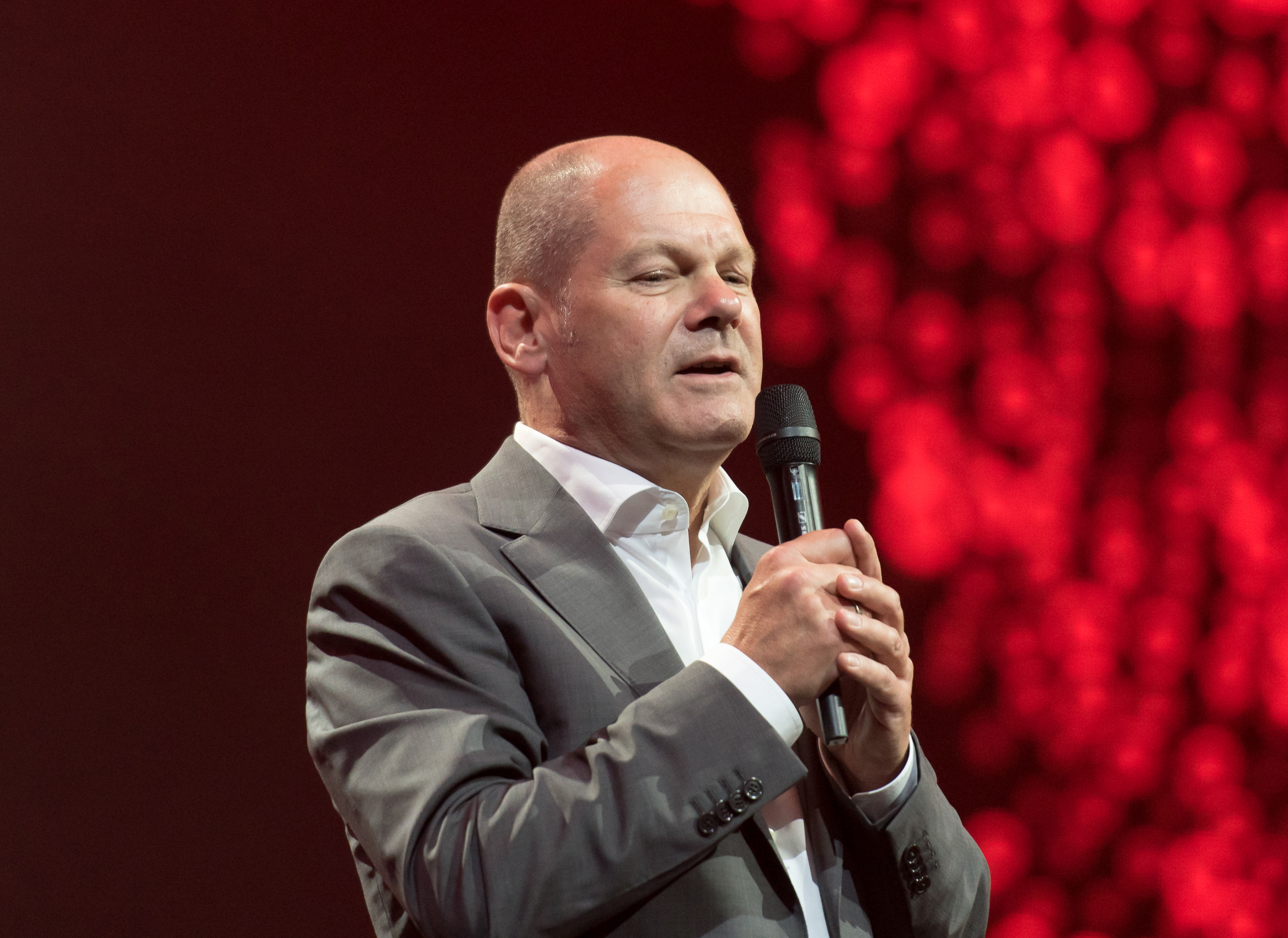
Scholz falando no Global Citizen Festival 2017 em Hamburgo

Após um longo período de formação do governo após as eleições federais de 2017, durante as quais a CDU, CSU e SPD concordaram em continuar na coalizão, Scholz foi aceito por todos os partidos como Ministro Federal das Finanças. Scholz prestou juramento ao lado do resto do governo em 14 de março de 2018, assumindo também o cargo de vice-chanceler da Alemanha sob Angela Merkel.  Em seus primeiros meses no cargo, Scholz se tornou um dos políticos mais populares da Alemanha, alcançando um índice de aprovação de 50%.
Em resposta à pandemia de COVID-19 na Alemanha, Scholz elaborou uma série de pacotes de resgate sem precedentes para a economia do país, incluindo um pacote de estímulo de 130 bilhões de euros em junho de 2020, que graças a generosas linhas de vida para empresas e freelancers, bem como uma decisão para manter as fábricas abertas, evitou demissões em massa e resistiu à crise melhor do que vizinhos como Itália e França. Scholz também supervisionou a implementação da Next Generation EU, o fundo de recuperação de 750 bilhões de euros da UE para apoiar os estados membros atingidos pela pandemia, incluindo a decisão de gastar 90% dos 28 bilhões de euros da Alemanha em proteção climática e digitalização.
Com a França, Scholz conduziu esforços para introduzir um imposto mínimo corporativo global e novas regras fiscais para gigantes da tecnologia.
Durante o mandato de Scholz, o Ministério das Finanças foi um dos sujeitos da investigação parlamentar sobre o chamado escândalo do Wirecard , no processo do qual Scholz negou qualquer responsabilidade mas substituiu o presidente do regulador BaFin, Felix Hufeld e prometeu fortalecer a supervisão do mercado financeiro.

### Eleição de 2021
Em 10 de agosto de 2020, o executivo do partido SPD concordou que nomearia Scholz para ser o candidato do partido a Chanceler da Alemanha nas eleições federais de 2021. Scholz pertence à ala centrista do SPD, e sua nomeação foi vista pelo Die Tageszeitung como marcando o declínio da esquerda do partido. Scholz levou o SPD a uma vitória estreita na eleição, ganhando 25,8% dos votos e 206 assentos no Bundestag.

## Chanceler

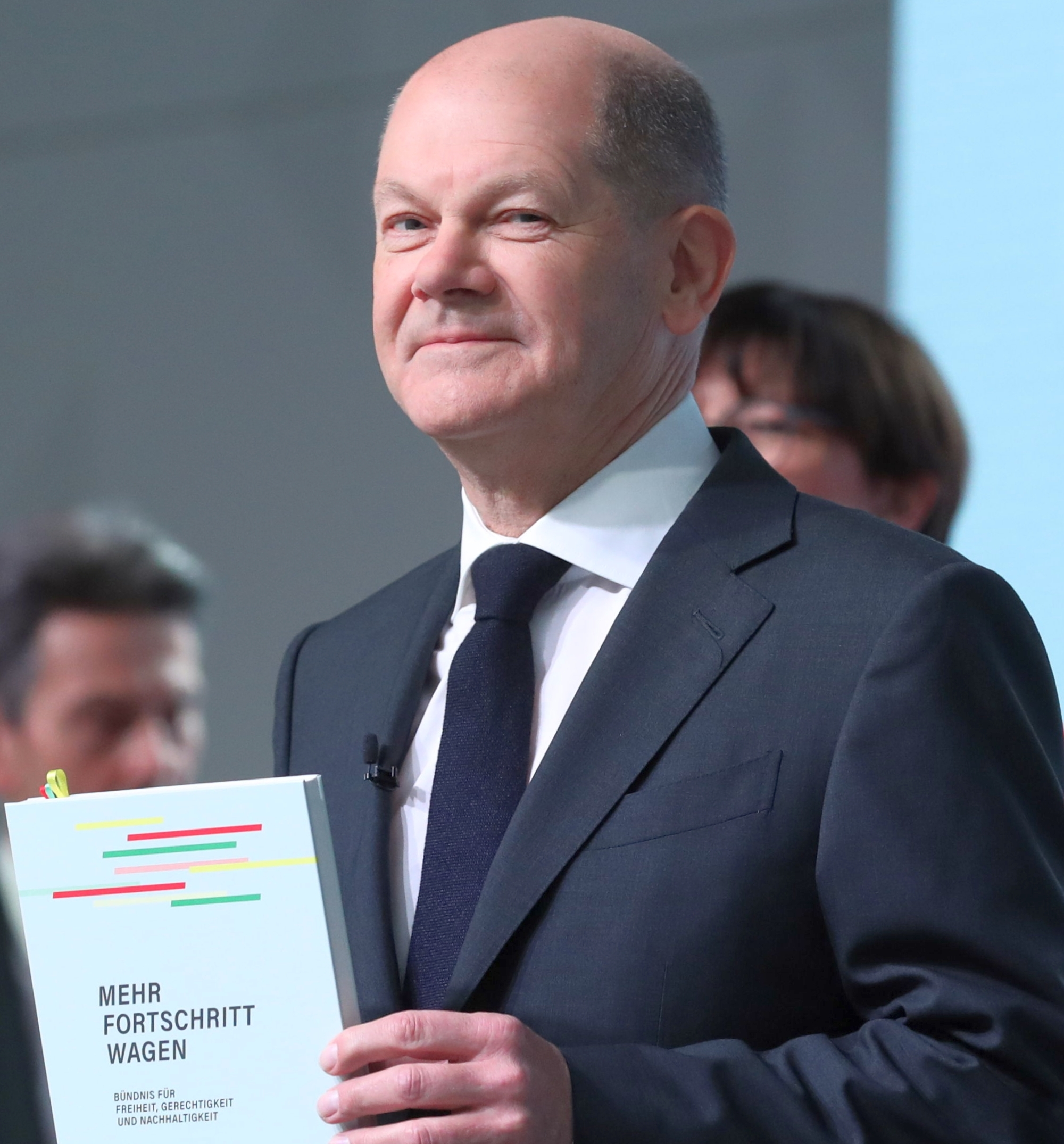
Scholz em dezembro de 2021.

Em 24 de novembro de 2021, após negociar uma coalizão formada pelos Verdes, Partido Social-Democrata (SPD) e o Partido Democrático Liberal, Olaf Scholz foi escolhido para substituir a chanceler Angela Merkel após dezesseis anos no poder.
Scholz foi formalmente eleito pela Bundestag (o Parlamento) para ocupar o cargo de Chanceler da Alemanha em 8 de dezembro de 2021, recebendo 395 votos a favor e 303 contra. Seu governo foi então apontado pelo Presidente Frank-Walter Steinmeier e oficialmente empossado.

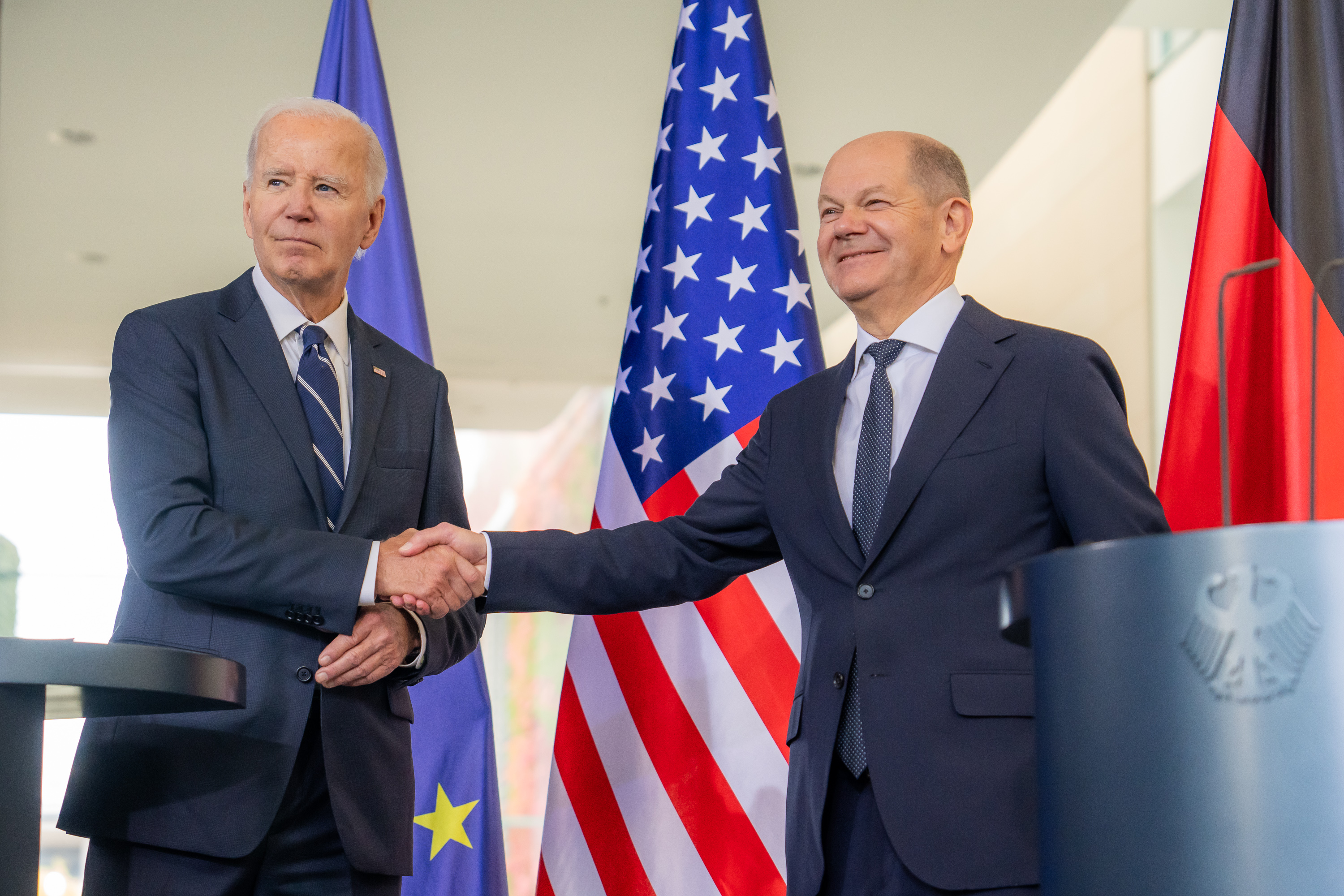
Olaf com o presidente americano Joe Biden.

O mandato de Olaf Scholz como chanceler da Alemanha, iniciado em dezembro de 2021, foi marcado por respostas a grandes crises internacionais e mudanças significativas na política interna. Logo após assumir o cargo, Scholz enfrentou a invasão russa da Ucrânia no início de 2022. Embora tenha inicialmente adotado uma abordagem mais cautelosa que alguns líderes ocidentais, ele acabou por autorizar um aumento significativo nos gastos de defesa da Alemanha e o envio de armas para a Ucrânia. O conflito também o levou a suspender o projeto do gasoduto Nord Stream 2, demonstrando disposição para adaptar as políticas energéticas da Alemanha em meio a tensões geopolíticas.
O governo de Scholz também enfrentou desafios internos, como a manutenção da coalizão entre o Partido Social-Democrata (SPD), os Verdes e o Partido Democrático Liberal (FDP), conhecida como "coalizão semáforo". Essa coalizão buscava modernizar a Alemanha com foco em digitalização, políticas climáticas e justiça social. Scholz também teve que lidar com as pressões econômicas trazidas pela pandemia de COVID-19, priorizando a estabilização da economia por meio de pacotes de auxílio financeiro, demonstrando compromisso com a gestão de crises e resiliência econômica. Questões como imigração e violência também foram importantes em seu governo, com críticos apontando a falha do governo em atender os anseios da população nessas áreas.
Na política externa, Scholz defendeu uma União Europeia forte e unida, mantendo uma postura cooperativa com a OTAN e focando em alianças, especialmente com os Estados Unidos, enquanto apoiava maior autonomia europeia em políticas de defesa e economia. Seu discurso sobre a Zeitenwende (ponto de virada) delineou uma visão de papel mais ativo para a Alemanha no cenário global. Essa postura foi reforçada pela resposta alemã ao conflito Israel-Hamas, onde Scholz autorizou ajuda substancial a Israel, posicionando a Alemanha como um defensor proativo de nações aliadas em tempos de conflito.

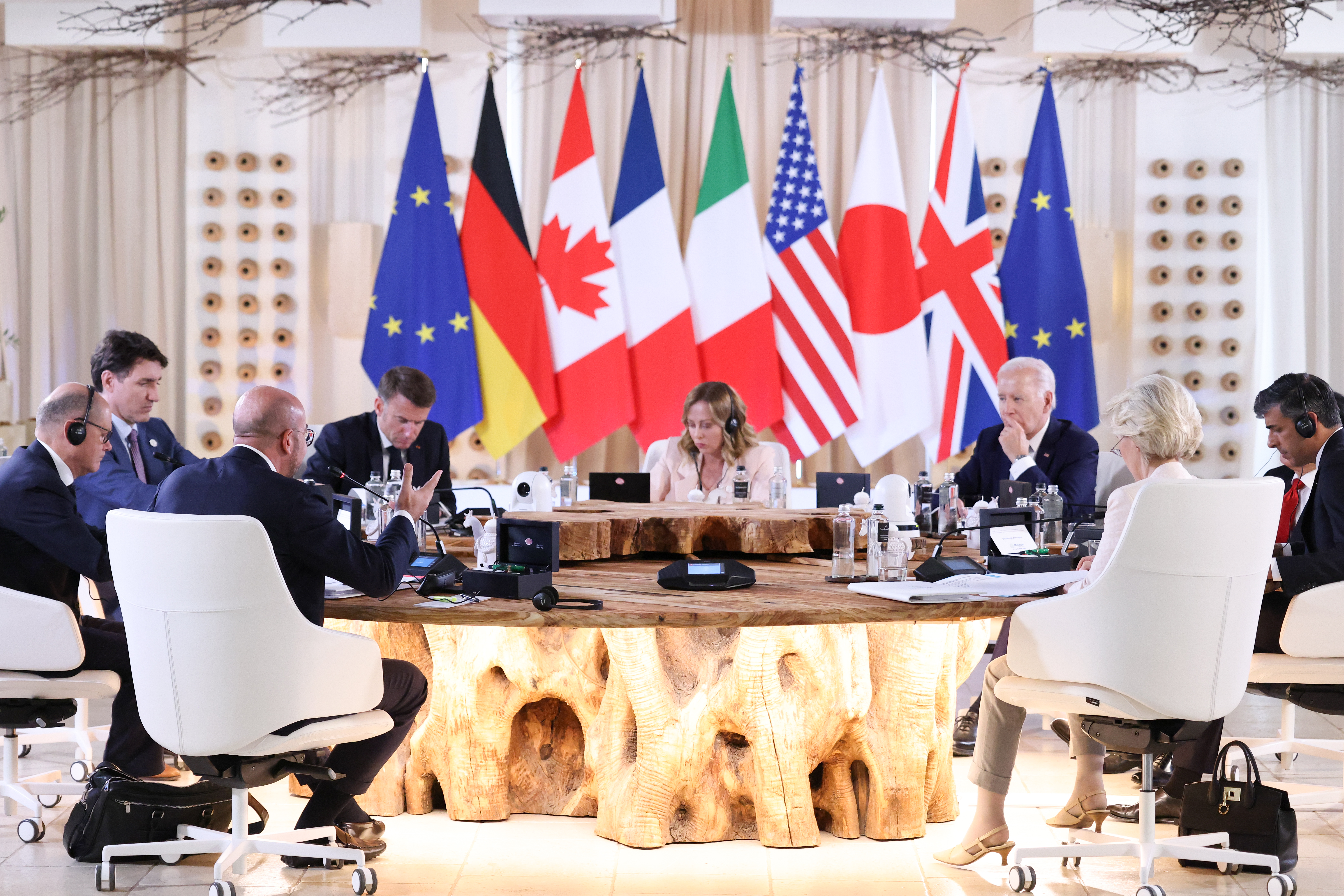
Reunião do G7 de 2024 com o Chanceler Scholz presente.

No âmbito econômico, o governo Scholz enfrentou crescimento tímido do PIB e desaceleração da produção industrial. O chanceler enfrentou problemas orçamentários, com o Ministro Federal das Finanças exigindo cortes de €60 bilhões no orçamento federal para se manter dentro dos limites constitucionais de dívida pública. Essa crise fiscal, juntamente com os protestos crescentes, gerou tensões dentro da coalizão, levando à demissão do ministro das Finanças, Christian Lindner, e ao colapso da coalizão em novembro de 2024. Esse abalo político marca um período desafiador para a liderança de Scholz, que agora trabalha para estabilizar sua administração em meio a pressões fiscais e políticas.
Após a eleição federal de 2025, o partido de Olaf perdeu a maioria no parlamento e ele foi sucedido por Friedrich Merz como Chanceler.

## Ideologia política

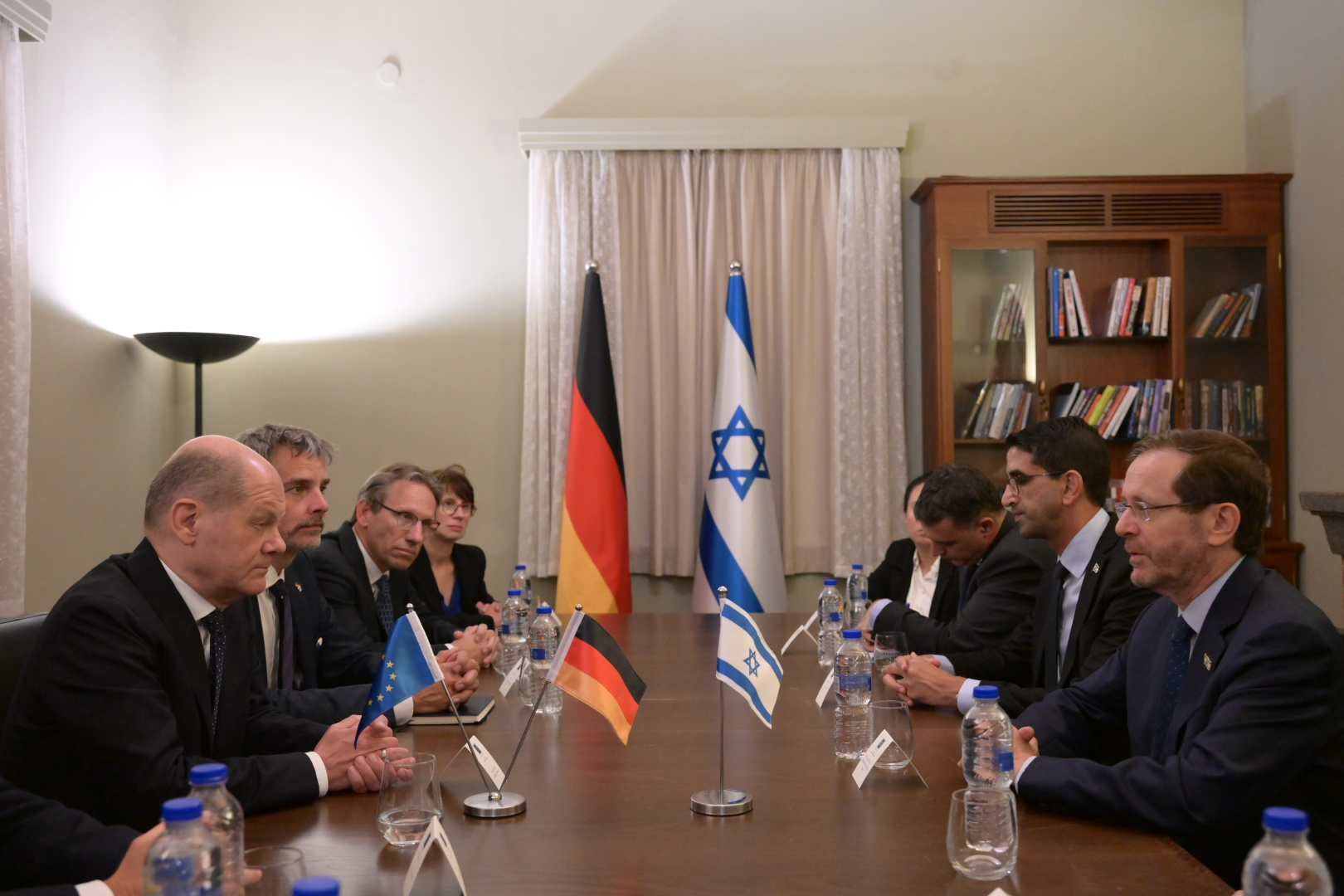
Scholz se encontrando com o presidente israelense Isaac Herzog em Tel Aviv, em outubro de 2023.

Dentro dos social-democratas, Scholz é amplamente visto como vindo da ala moderada do partido.
Após as eleições nacionais de 2017, Scholz criticou publicamente a estratégia e as mensagens do líder do partido Martin Schulz, divulgando um artigo intitulado “Sem desculpas! Responda a novas perguntas para o futuro! Princípios claros!” Com suas propostas para reformar o partido, ele foi amplamente interpretado como um potencial desafiante ou sucessor de Schulz dentro do SPD. Semanas depois que seu partido começou a pesar um retorno ao governo, Scholz pediu um acordo e foi um dos membros do SPD mais inclinados a outra grande coalizão.
Desde que assumiu o cargo de ministro das finanças, Scholz esteve comprometido com a meta contínua de não receber novas dívidas e limitar os gastos públicos. Em 2018, ele sugeriu a criação de um sistema de seguro-desemprego em toda a UE para tornar a zona do euro mais resistente a choques econômicos futuros. Ele também desejava introduzir um imposto sobre transações financeiras.

## Vida pessoal
Olaf Scholz é casado com a colega política do SPD, Britta Ernst. O casal morava no distrito de Altona, em Hamburgo, antes de se mudar para Potsdam em 2018.
Em 4 de setembro de 2023, Scholz apareceu publicamente com um tampão de olho dois dias após cair durante uma corrida.